# Shelley Olds
Shelley Olds, también conocida como Shelley Evans o Shelley Olds-Evans cuando adoptó el apellido de su marido durante el año 2010 (Concord, 30 de septiembre de 1980), es una ciclista profesional estadounidense. Al igual que muchos ciclistas estadounidenses comenzó disputando critériums norteamericanos que combinó con alguna prueba de pista y cyclo-cross. Tras aparecer en los puestos delanteros en varias carreras profesionales internacionales con la Selección de Estados Unidos, donde por ejemplo se hizo con una etapa en el Giro de Italia Femenino 2010, finalmente debutó como profesional en 2011 con el equipo Diadora-Pasta Zara. Destaca como esprínter.
Reside en Estartit (España) junto a su pareja Manel Lacambra director deportivo que dirigió al MTN-Qhubeka y a varios equipos ciclistas femeninos incluyendo la Selección de Estados Unidos donde conoció a Shelley. En 2016 ambos capitanearon un nuevo proyecto de equipo ciclista femenino llamado Cylance-Inspire (definitivamente llamado Cylance Pro Cycling).

## Palmarés
2007 (como amateur)
- 3.ª en el Campeonato de Estados Unidos Persecución por Equipos (haciendo equipo con Heather Albert-Hall y Kele Murdin-Hulser)

2008 (como amateur)
- Campeonato de Estados Unidos Scratch

2010 (como amateur)
- Tour de Nueva Zelanda Femenino, más 4 etapas
- 3.ª en el Campeonato Panamericano Contrarreloj
- Campeonato Panamericano en Ruta
- 2.ª en el Campeonato de Estados Unidos en Ruta
- 1 etapa del Giro de Italia Femenino

2011
- Trofeo Costa Etrusca

2012
- Tour de la Isla de Chongming Copa del Mundo
- 2 etapas del Giro de Italia Femenino

2013
- Gran Premio Ciclista de Gatineau

2014
- 2 etapas de la Vuelta a Costa Rica
- GP Comune di Cornaredo
- Winston Salem Cycling Classic
- Premondiale Giro Toscana Int. Femminile-Memorial Michela Fanini, más 2 etapas

2015
- White Spot / Delta Road Race
- 1 etapa del Ladies Tour of Norway
- Madrid Challenge by la Vuelta

## Resultados en Grandes Vueltas y Campeonatos del Mundo
Durante su carrera deportiva ha conseguido los siguientes puestos en las Grandes Vueltas femeninas y en los Campeonatos del Mundo en carretera:
| Carrera         | 2009 | 2010 | 2011 | 2012 | 2013 | 2014 | 2015 |
| --------------- | ---- | ---- | ---- | ---- | ---- | ---- | ---- |
| Giro de Italia  | 29.ª | 40.ª | Ab.  | 27.ª | 80.ª | 88.ª | -    |
| Tour de l'Aude  | -    | -    | X    | X    | X    | X    | X    |
| Grande Boucle   | -    | X    | X    | X    | X    | X    | X    |
| Mundial en Ruta | -    | -    | 22ª  | Ab.  | -    | 6ª   | Ab.  |

-: no participa

Ab: abandono

X: ediciones no celebradas

## Equipos
- Proman (2007-2009) (amateur)
  - Proman-Paradigm Women's Cycling Team (2007-2008) (amateur)
  - Proman Hit Squad (2009) (amateur)
- Peanut Butter & Co. TWENTY12 (2010) (amateur)
- Diadora-Pasta Zara (2011)
- AA Drink-Leontien.nl Cycling Team (2012)
- Team TIBCO-To The Top (2013)
- Alé Cipollini (2014)
- Bigla Pro Cycling Team (2015)[14]
- Alé Cipollini (2015)[15]
- Cylance Pro Cycling (2016)